# Quartier latin (Paris)
Pour les articles homonymes, voir Quartier latin.
Le Quartier latin se situe sur la rive gauche de la Seine à Paris dans le 5e arrondissement et dans le nord et l'est du 6e arrondissement, avec pour cœur historique la Sorbonne.

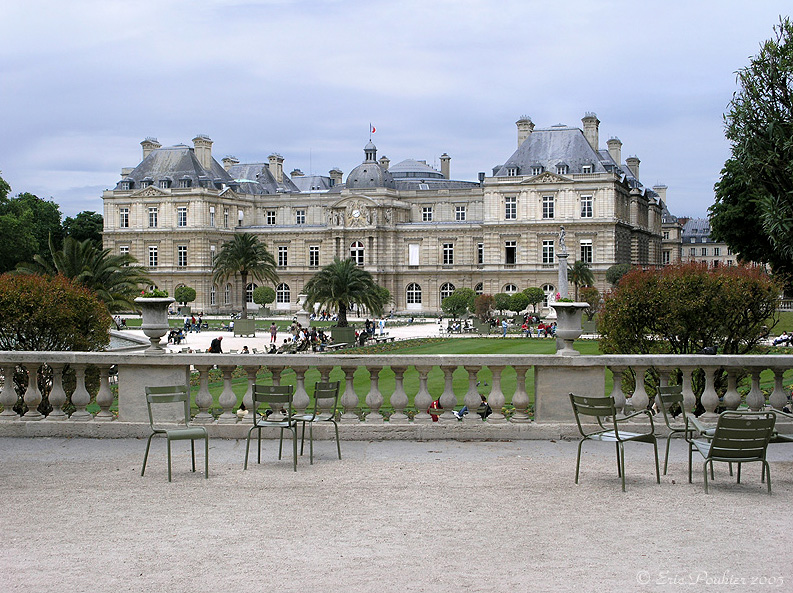
Palais du Luxembourg (abritant le Sénat) et son jardin.

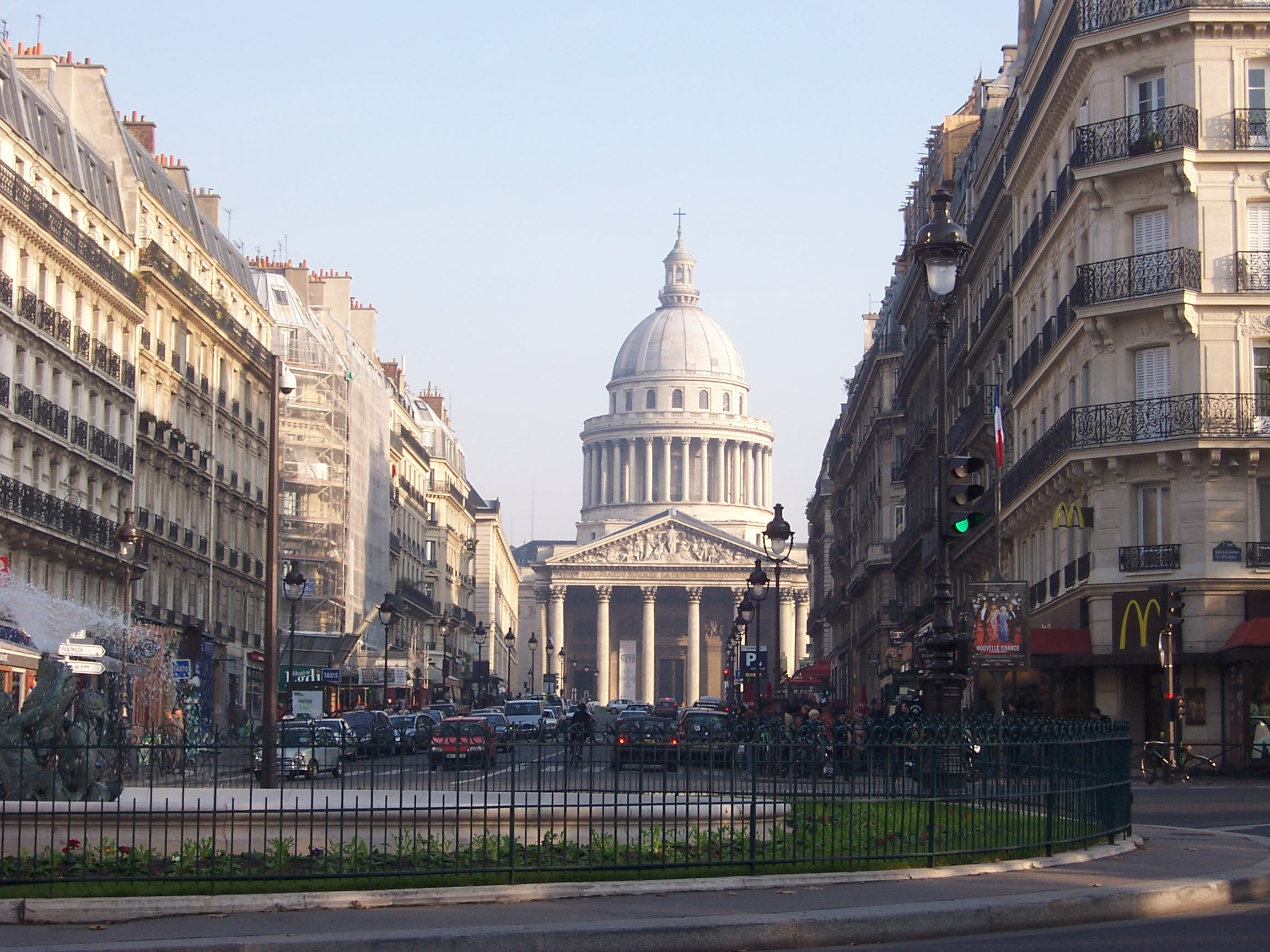
Panthéon.

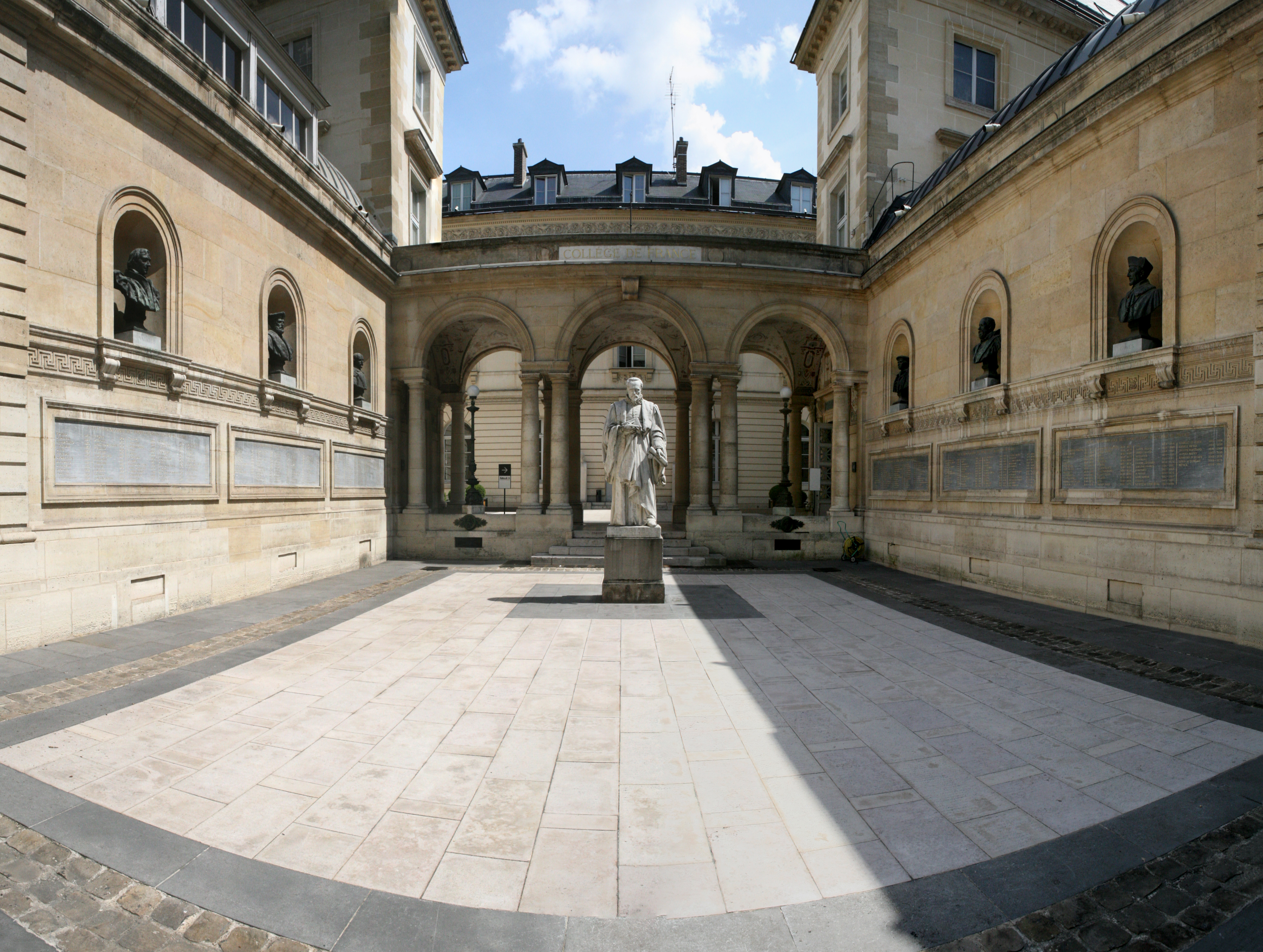
Collège de France.

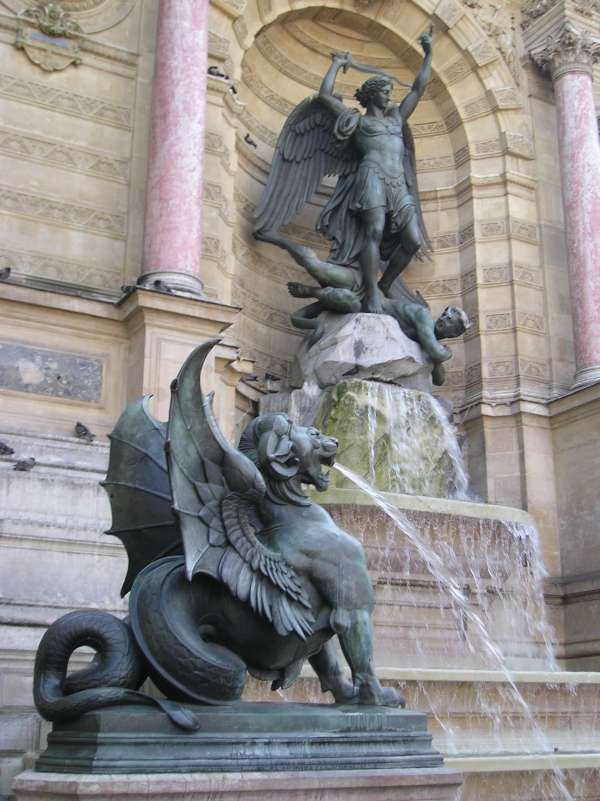
Fontaine de la place Saint-Michel sur le boulevard Saint-Michel.

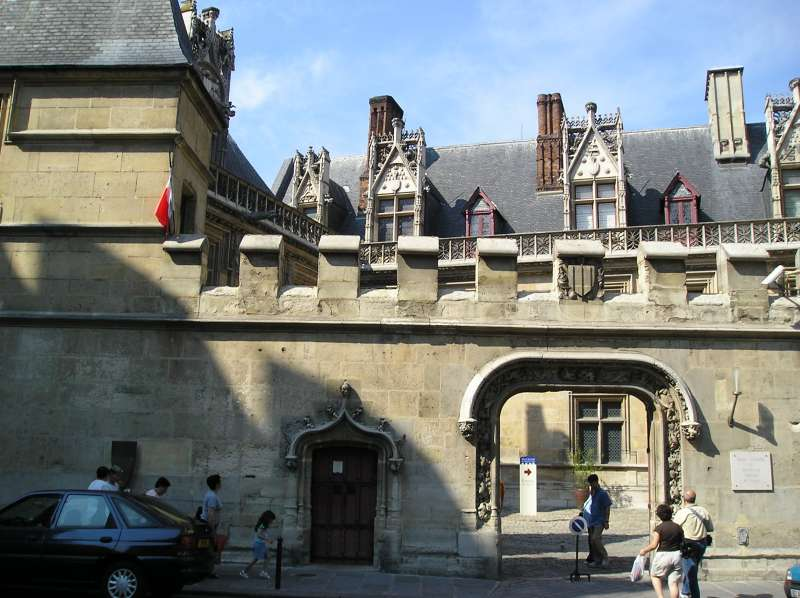
Musée national du Moyen Âge (hôtel de Cluny).

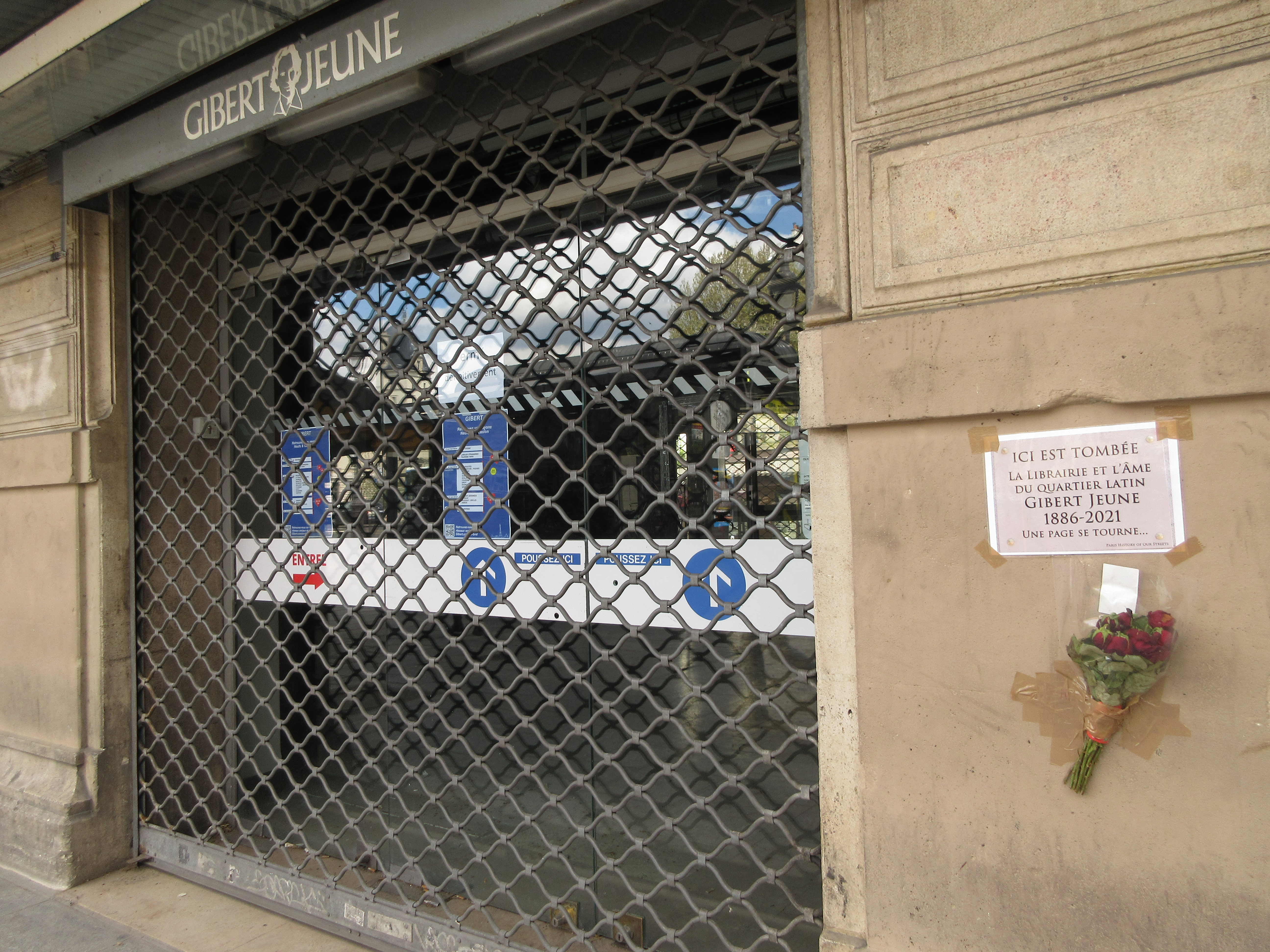
Affichette éphémère critique à l'égard de la fermeture de Gibert Jeune, célèbre librairie du quartier (2021).

## Origine du nom
Traditionnellement Paris était divisé en trois zones : la cité, la ville, et l'université. Elles correspondaient à l'île de la Cité, la rive droite et la rive gauche.
Au XVIIe siècle, des auteurs se mettent à appeler plaisamment l'université le « pays latin », en raison de l'usage intensif du latin dans l'enseignement de l'époque. Ce terme existait déjà dans les livres d'histoire pour désigner le Latium. Ils attribuent cette invention à l'écrivain Guez de Balzac (1597-1654),, celui-ci emploie le terme par exemple dans le Socrate Chrétien, où intervient « un homme du pays latin », pédant et vaniteux :
« 
Cet homme ne parlait que de la pureté de la diction et de la noblesse du style. Il ne connaissait de véritable Rome que celle de l'ancienne république, et n'avouait pour légitimes Romains que Térence, Cicéron et deux ou trois autres. Tout le reste lui semblait barbare et à son avis, la barbarie avait commencé dès les premières années de l'empire des premiers césars. Sénèque était une de ses grandes aversions, le latin de Pline lui faisait mal au cœur, celui de Tacite lui donnait la migraine.
 »
Les dictionnaires Furetière (1690) et Littré (1872) attestent du terme « pays latin », à l'entrée « latin ».

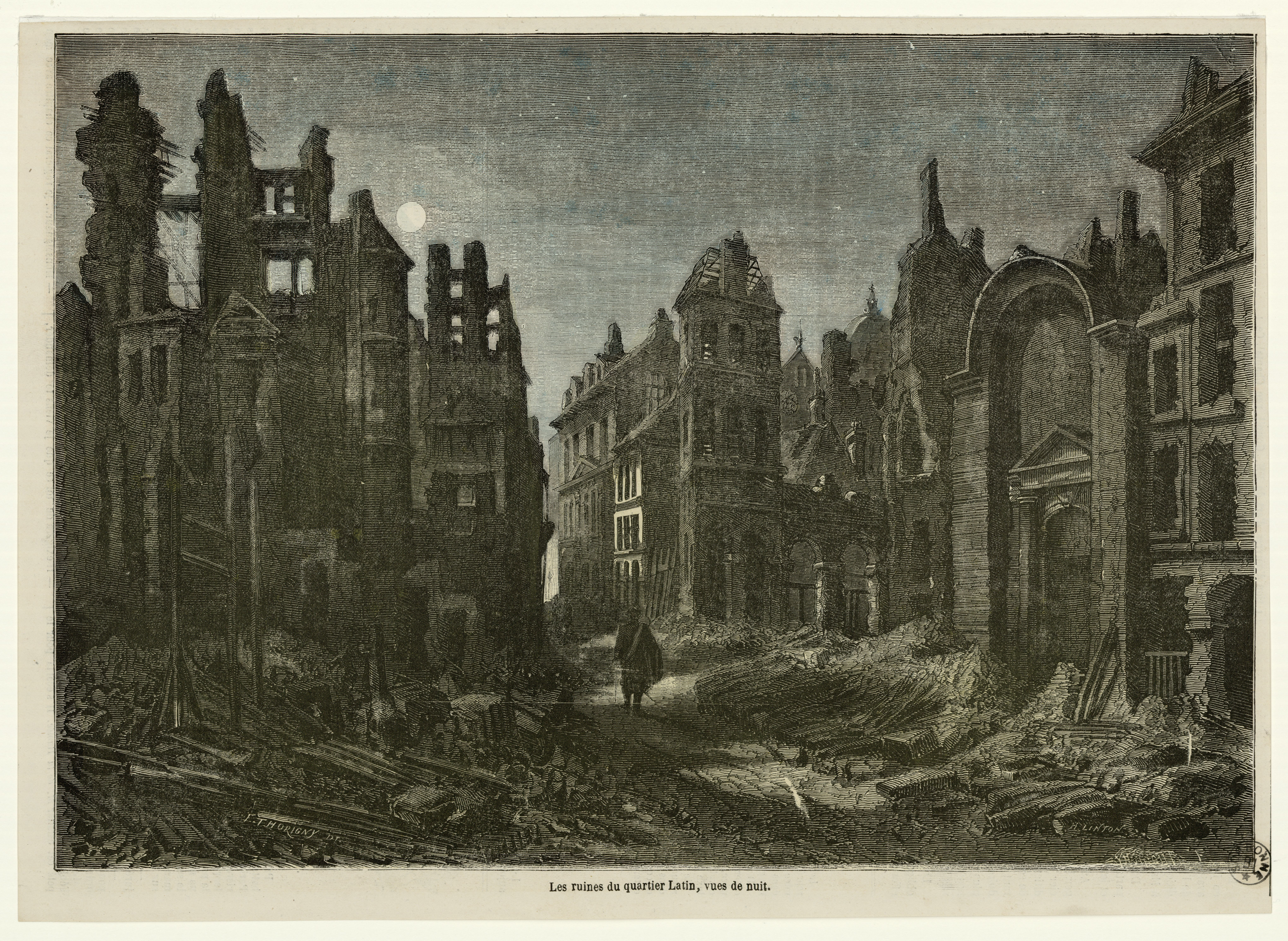
Henry Duff Linton et Félix Thorigny, Les ruines du quartier latin vues de nuit (Bibliothèque interuniversitaire de la Sorbonne, NuBIS).

C'est à la fin du XVIIIe siècle qu'apparaît « quartier latin » à la place de « pays latin ». Le Littré accepte ce terme aussi.

## Historique
Jusqu'en 1848, le Quartier latin, également appelé « pays latin », était composé d'une partie des quatre quartiers :
- quartier de la place Maubert, délimité à l'est par les faubourgs, au nord par les quais de la Tournelle et Saint-Bernard, à l'ouest par la rue du Haut-Pavé, la place Maubert, le marché de la place Maubert, la montagne Sainte-Geneviève et par les rues Bordet, Mouffetard et de Lourcine et au sud par l'extrémité du boulevard Saint-Marcel.
- quartier de Saint-Benoît, également appelé quartier Saint-Jacques, borné à l'est par le marché de la place Maubert, la montagne Sainte-Geneviève les rues Bordet, Mouffetard et de Lourcine, au nord par la Seine, à l'ouest par les rues du Petit-Pont et Saint-Jacques et au sud par le Faubourg Saint-Jacques jusqu'à la rue de Lourcine.
- quartier de Saint-André-des-Arts, borné à l'est par les rues du Petit-Pont et Saint-Jacques, au nord par la Seine depuis le Petit Châtelet jusqu'à la rue Dauphine, au sud par les rues des Fossés-Saint-Germain, des Francs-Bourgeois-Saint-Michel et des Fossés-Saint-Michel également appelée rue Saint-Hyacinthe jusqu'à l'angle des rues Saint-Jacques et Saint-Thomas.

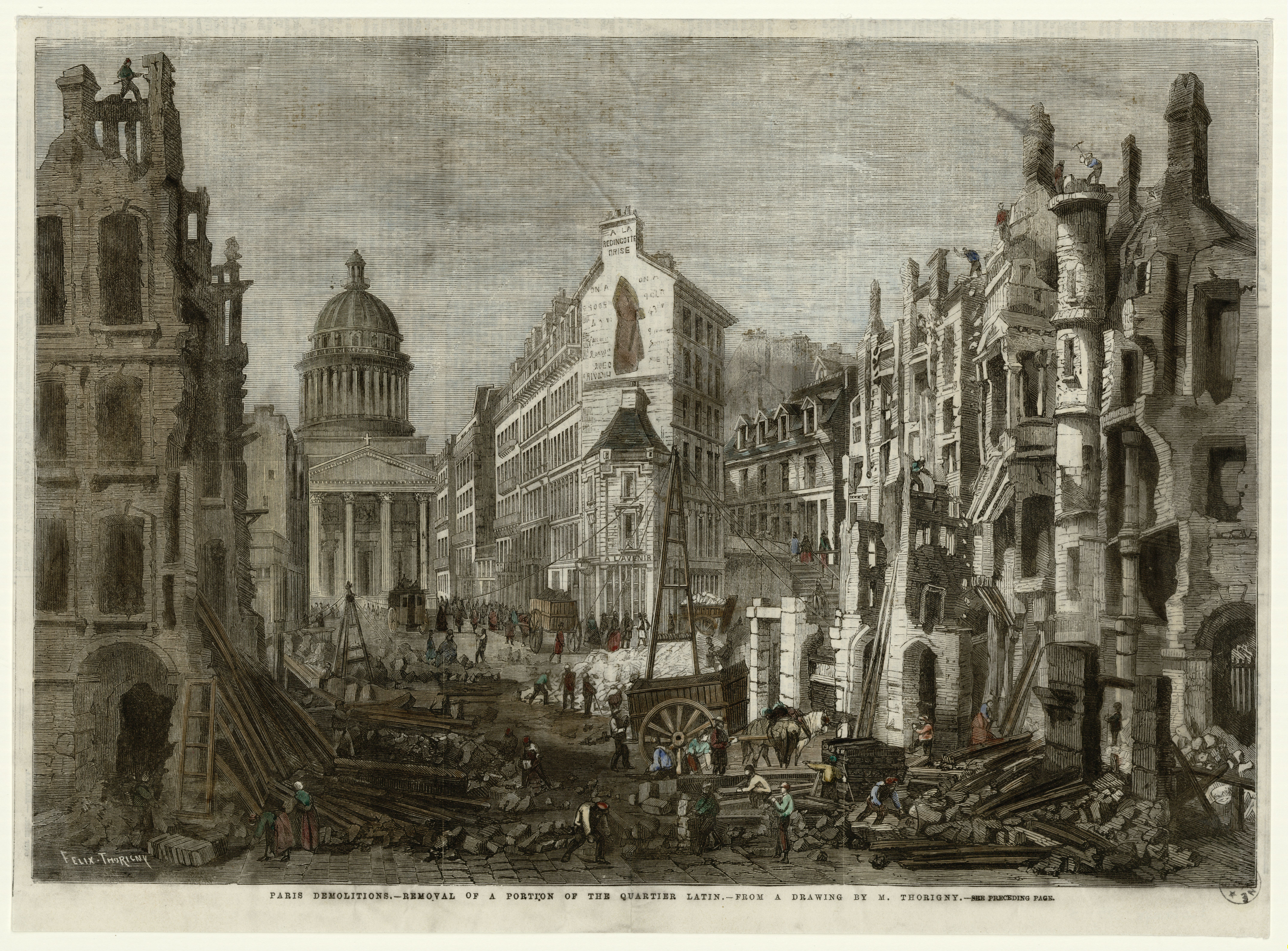
Félix Thorigny, Paris demolition, removal of a portion of the quartier latin, 1860 (Bibliothèque interuniversitaire de la Sorbonne, NuBIS).

- Félix Thorigny, Paris demolition, removal of a portion of the quartier latin, 1860 (Bibliothèque interuniversitaire de la Sorbonne, NuBIS).quartier de Saint-Germain-des-Prés, borné à l'est par les rues Dauphine, de Buci, du Four et de Seine, au nord par la Seine, le pont Royal et l'île des Cygnes et au sud par l'extrémité du Faubourg Saint-Germain depuis la rue de Seine jusqu'à la rue de Sèvres.

Le Quartier latin est l'un des quartiers de Paris les plus connus. Il s'étend sur les 5e et 6e arrondissements, avec pour cœur le quartier de la Sorbonne et la montagne Sainte-Geneviève à l'emplacement de la ville gallo-romaine de Lutèce qui s'étendait autour du forum situé sous l'actuelle rue Soufflot. Il est traversé par les « cardos de Paris », axes nord-sud d'origine gallo-romaine correspondant aux actuels rue Saint-Jacques et boulevard Saint-Michel. Les axes perpendiculaires est-ouest, les decumanus correspondent notamment au boulevard Saint-Germain et à la rue des Écoles.

### Quartier étudiant
C’est un quartier encore très fréquenté par les étudiants et professeurs, du fait de la présence de nombreux établissements d'enseignement supérieur et de recherche.
Plusieurs établissements siègent dans le bâtiment historique de la Sorbonne (Chancellerie des universités, Université Panthéon-Sorbonne, Sorbonne Université, Université Sorbonne-Nouvelle), l’université Sorbonne-Nouvelle, la bibliothèque Sainte-Geneviève de la Sorbonne-Nouvelle, la Bibliothèque de la Sorbonne et la Maison de la recherche.
Des grandes écoles sont installées dans le quartier : l'université Paris Sciences et Lettres (PSL) et ses composantes : l'École normale supérieure, l'ESPCI Paris, le Collège de France, les écoles Mines ParisTech et Chimie ParisTech ; AgroParisTech, composante de l'université Paris-Saclay ; l'Institut supérieur d'électronique de Paris ; l'Institut Supérieur des Arts Appliqués (LISAA) ; et l'Institut d'administration des entreprises de l'université Paris I Panthéon-Sorbonne.
Plusieurs centres et campus universitaires s'y trouvent : les deux « campus Curie » (l'ancien et le nouveau), celui du Muséum national d'histoire naturelle, celui de l'université Paris-Cité avec le bâtiment historique de la Faculté de médecine et de la Nouvelle Faculté de médecine, celui du Collège de France - Université PSL et les centres universitaires du Panthéon et d'Assas. L'École polytechnique y avait ses locaux jusqu'en 1976, l'ESSEC jusqu'en 1974 et l’École des chartes jusqu'en 2014. La Faculté de médecine de Paris a siégé rue de l'École-de-Médecine de 1794 à 1970. Ses locaux, l'École de médecine et ancienne École de chirurgie, sont actuellement occupés par l'UFR de médecine de la faculté de santé de l'université Paris-Cité (côté pair de la rue et du côté impair, bâtiments jouxtant le cloître des Cordeliers) et par le campus des Cordeliers de la faculté de médecine de Sorbonne Université (Couvent des Cordeliers).
Le Ministère de l'Enseignement supérieur et de la Recherche est situé au 25, rue de la Montagne-Sainte-Geneviève.
Le quartier compte également de nombreux collèges et lycées, souvent prestigieux et historiques : Louis-le-Grand, Fénelon, Henri-IV, Saint-Louis, Notre-Dame de Sion, Stanislas, École alsacienne, Montaigne, Lavoisier.
Dans les années 1960 et particulièrement lors des événements de Mai 68, ce quartier a été l'un des centres de divers mouvements de contestation.

## Lieux

### Vestiges romains
- Arènes de Lutèce
- Thermes romains

### Monuments
- Panthéon
- Musée national du Moyen Âge (Hôtel de Cluny)
- Palais du Luxembourg, Sénat
- Jardin du Luxembourg
- Musée du Luxembourg
- Jardin des Plantes
- Muséum de Paris
- Hôtel des Monnaies
- Collège des Bernardins

### Lieux de culte
- Église Saint-Étienne-du-Mont
- Église Saint-Sulpice
- Église Saint-Séverin
- Église Saint-Nicolas-du-Chardonnet
- Église Saint-Julien-le-Pauvre
- Chapelle de la Sorbonne
- Couvent des Cordeliers
- Notre-Dame du Liban
- Église Saint-Éphrem-le-Syriaque
- Maison-Mère des Spiritains
- Abbaye du Val-de-Grâce et église Notre-Dame du Val-de-Grâce
- Grande Mosquée de Paris

### Écoles, lycées et universités

#### Enseignement supérieur
- École spéciale des travaux publics, du bâtiment et de l'industrie
- Institut d'études politiques de Paris (Sciences Po)
- Institut supérieur des Arts appliqués (LISAA)
- Institut de préparation à l'administration et à la gestion (IPAG)
- Institut catholique de Paris (ICP)
- Sorbonne (bâtiment)
- Sorbonne Université
- Université Paris-Cité
- Université Panthéon-Sorbonne
- Université Panthéon-Assas
- Université PSL
  - Collège de France
  - École nationale supérieure de chimie de Paris
  - École nationale supérieure des mines de Paris
  - École nationale supérieure des arts décoratifs
  - École normale supérieure - PSL (Ulm)
  - École supérieure de physique et de chimie industrielles de la ville de Paris
  - École nationale supérieure d'architecture de Paris-Malaquais
- Université Paris-Saclay
  - AgroParisTech
- Université Sorbonne Nouvelle

#### Écoles, collèges et lycées

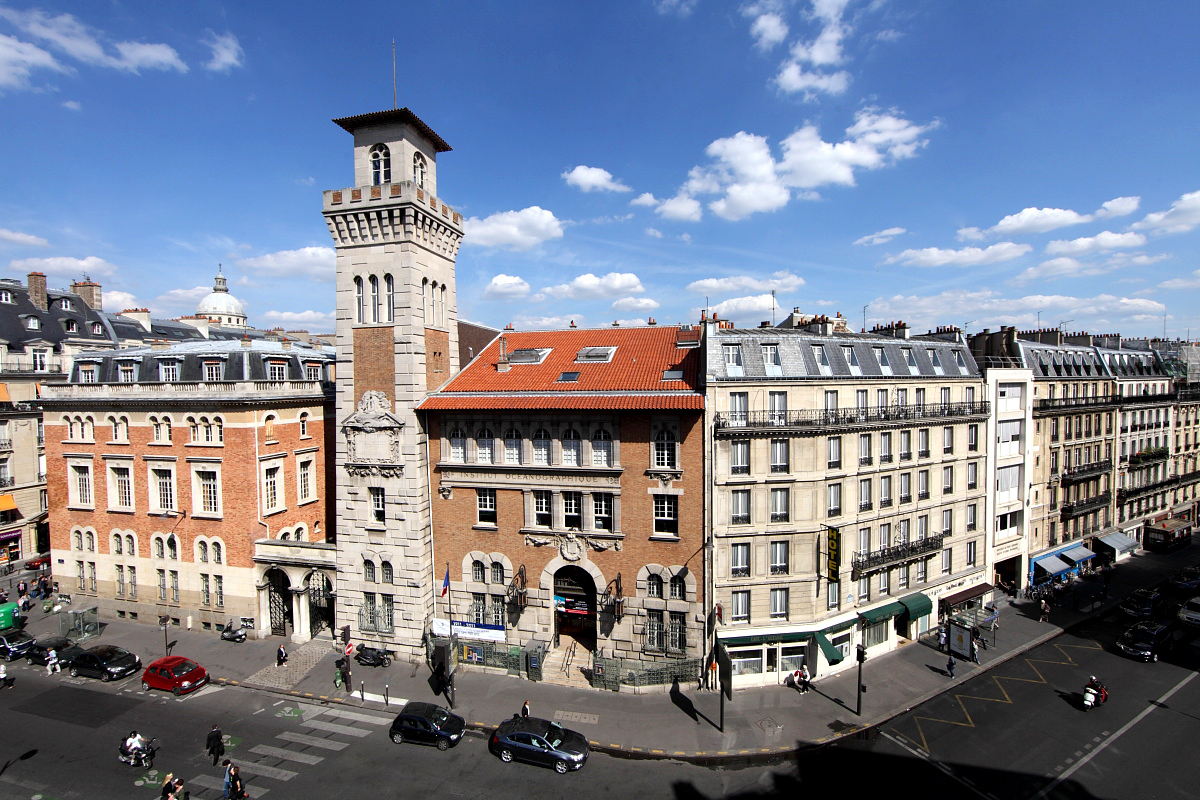
Vue générale des Instituts de géographie des Universités de Paris (à gauche) et océanographique (à droite), rue Saint-Jacques : ces institutions font partie du « Campus Curie ».

- Collège Stanislas
- École alsacienne
- Lycée Fénelon
- Lycée Henri-IV
- Lycée Lavoisier
- Lycée Louis-le-Grand
- Lycée Montaigne
- Lycée Notre-Dame de Sion
- Lycée Saint-Louis
- Lycée Lucas de Nehou

### Centres de recherche scientifique
Outre le CNRS et diverses autres institutions publiques et/ou privées, les Universités disposent de leurs propres laboratoires ou centres de recherche, souvent regroupés pour des raisons pratiques au sein d'instituts :
- Fondation sciences mathématiques de Paris
- Société mathématique de France
- Société de mathématiques appliquées et industrielles
- Institut supérieur d'électronique de Paris
- Institut Curie
- Institut Pasteur
- Institut de biologie physico-chimique (Sorbonne Université et Université Paris-Cité)
- Institut Henri-Poincaré (Sorbonne Université)
- Institut de physique du globe de Paris (Université Paris-Cité)
- Institut océanographique de Paris (Sorbonne Université)
- Institut de géographie de Paris (Université Panthéon-Sorbonne )
- Société géologique de France
- Institut de paléontologie
- Institut national de recherches archéologiques préventives

### Culture et spectacles
Le quartier comprend de nombreuses bibliothèques publiques, plusieurs cinémas d'art et d'essai, des théâtres, des cabarets à thème, de nombreuses maisons d'édition et des librairies spécialisées en littérature, sciences, histoire, médecine, politique, philosophie, droit, sciences humaines, qui néanmoins se raréfient au profit du commerce électronique :
- Bibliothèque Sainte-Geneviève
- Théâtre de l'Odéon
- Le Caveau de la Huchette
- Paradis Latin